# Giuseppe Maria Abbiati
Giuseppe Maria Abbiati est un dessinateur et graveur en taille-douce italien, actif à Milan, Padoue et Turin entre la fin du XVIIe siècle et le début du XVIIIe siècle.

## Biographie
Sa vie est peu connue. Il appartenait probablement à la même famille que le peintre maniériste milanais Filippo Abbiati.
En 1678, illustra in Turin pour deux livres de Bartolomeo Zappata, Il tempio delle Virtù et I portici di Atene.
En 1686, il réalisa quelques planches pour Disegni d’Architettura Civile et Ecclesiastica de Guarino Guarini, architecte et prêtre théatin piémontais, considéré comme l'un des plus brillants architectes de son époque.
Entre 1704 et 1715, il illustra les couvertures de textes classiques latins commentés par le grammairien anglais Thomas Farnaby,.
Il exécuta également des portraits, petites scènes de batailles et thèmes allégoriques.

## Galerie

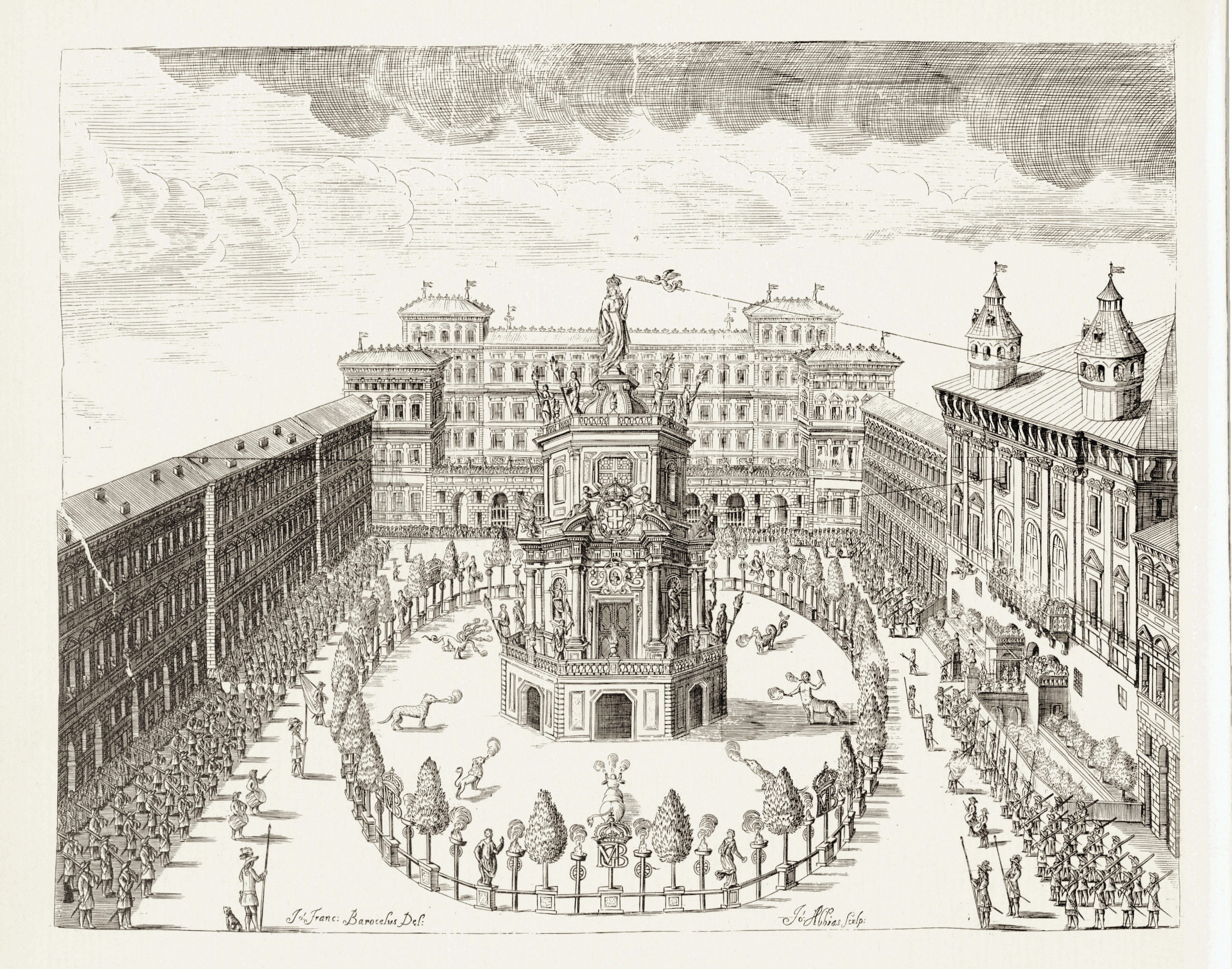
Gravure pour le livre "I Portici di Atene" par Bartolomeo Zappata, Turin, 1678.
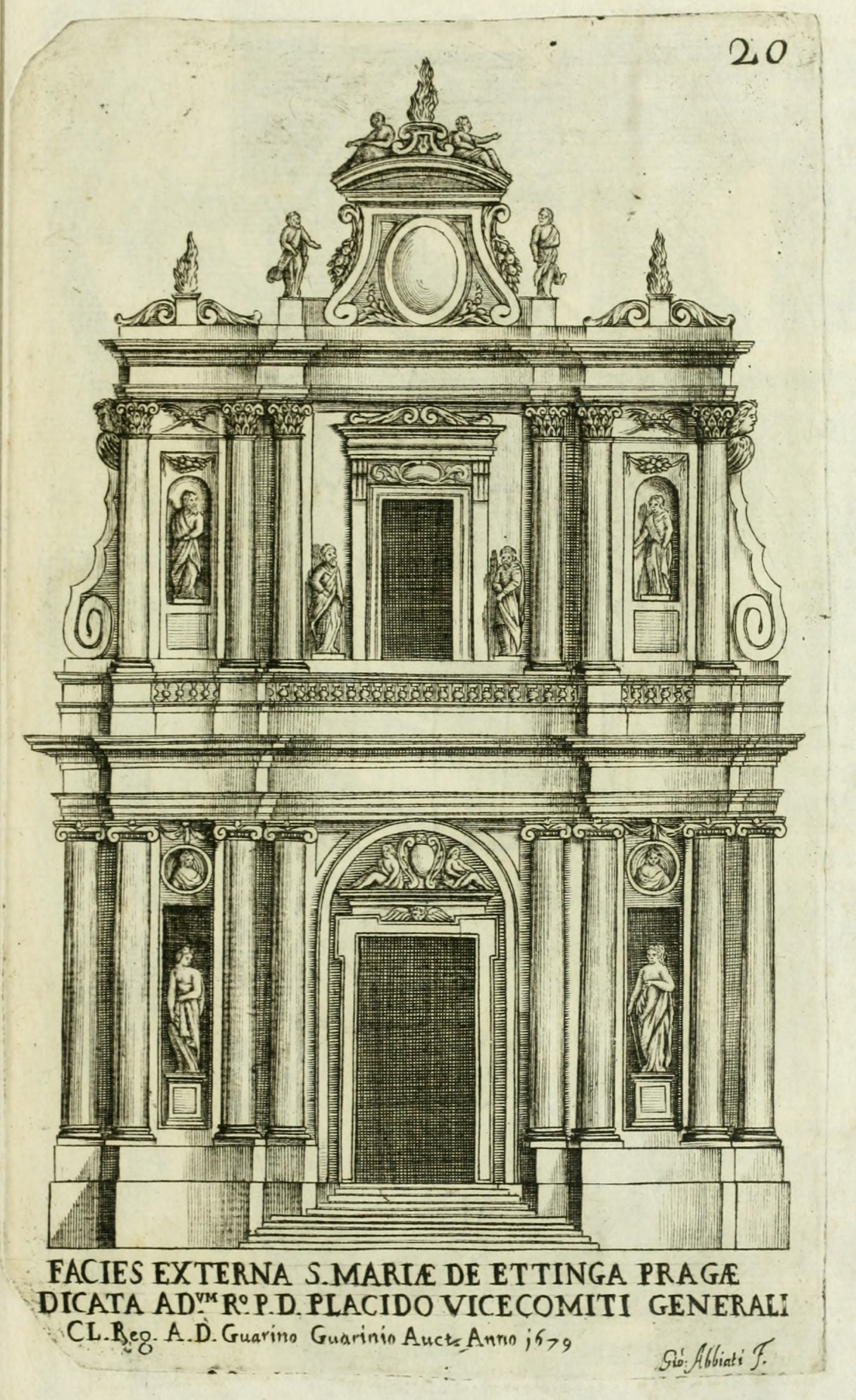
Façade de l'église Sainte-Marie d’Altötting à Prague, de "Disegni d’Architettura Civile et Ecclesiastica" par Guarino Guarini, Turin, 1686.
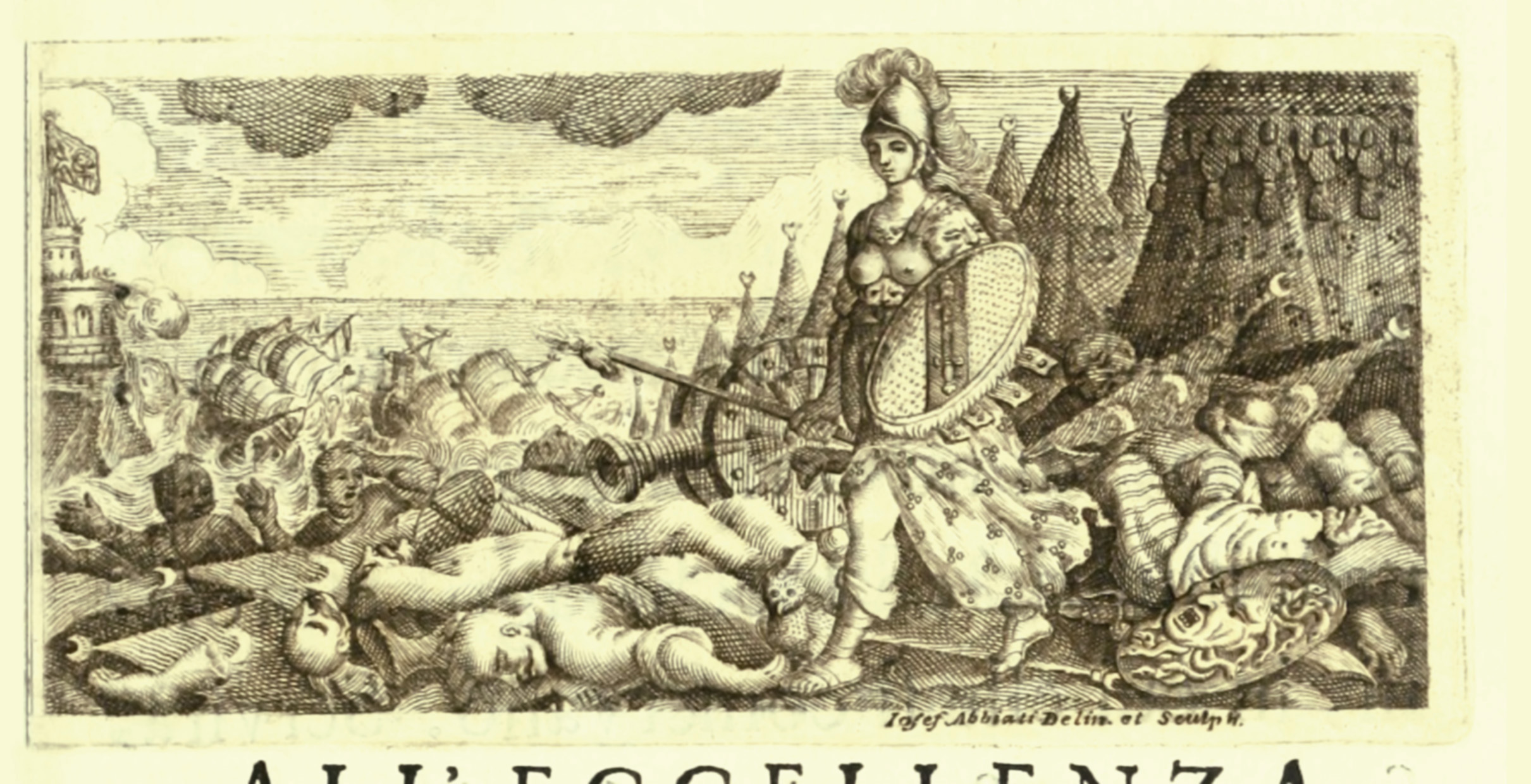
Bandeau en "La Pitture Scelte di Brescia" par Giulio Averoldo, Brescia, 1700. Signé Iosef Abbiati Delin. et Sculpth.
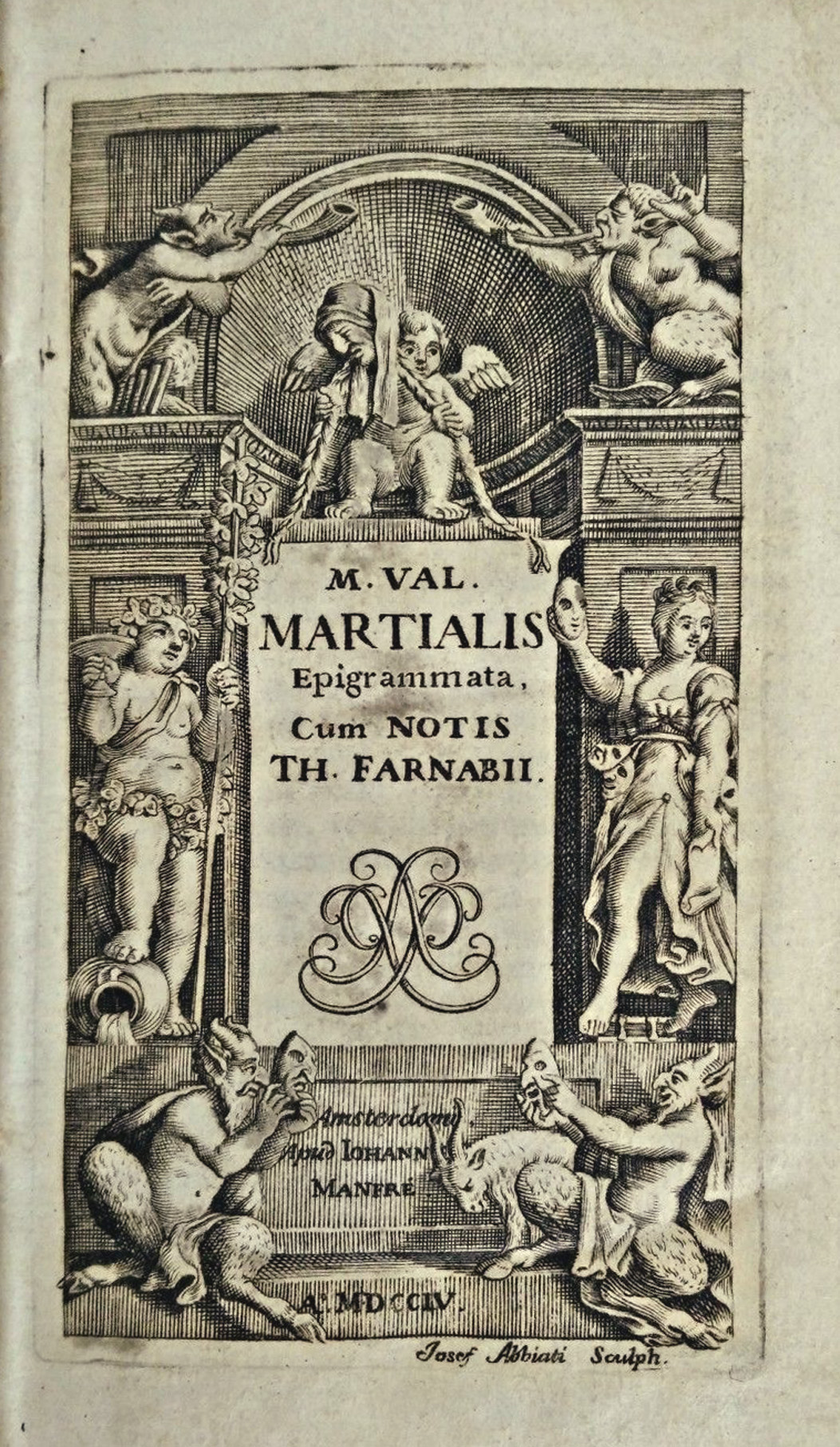
Page de grand-titre des Epigrammes de Martial avec les commentaires du latiniste anglais Thomas Farnaby, Amsterdam, 1704. Signé Josef Abbiati Sculph
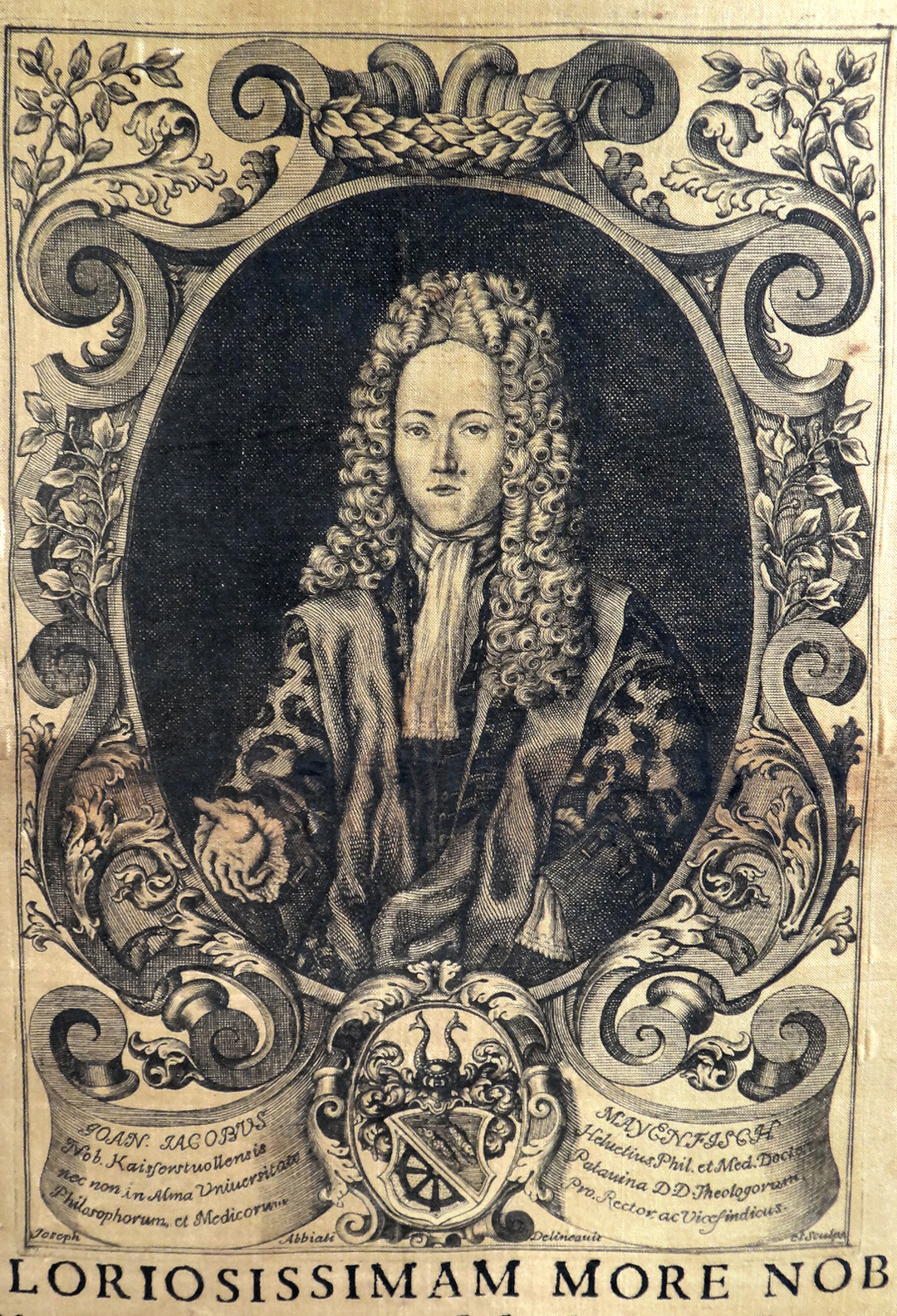
Portrait de Joannes Jacobus Mayenfisch, ca. 1717. Signé Joseph Abbiati Delineavit et Sculpt.
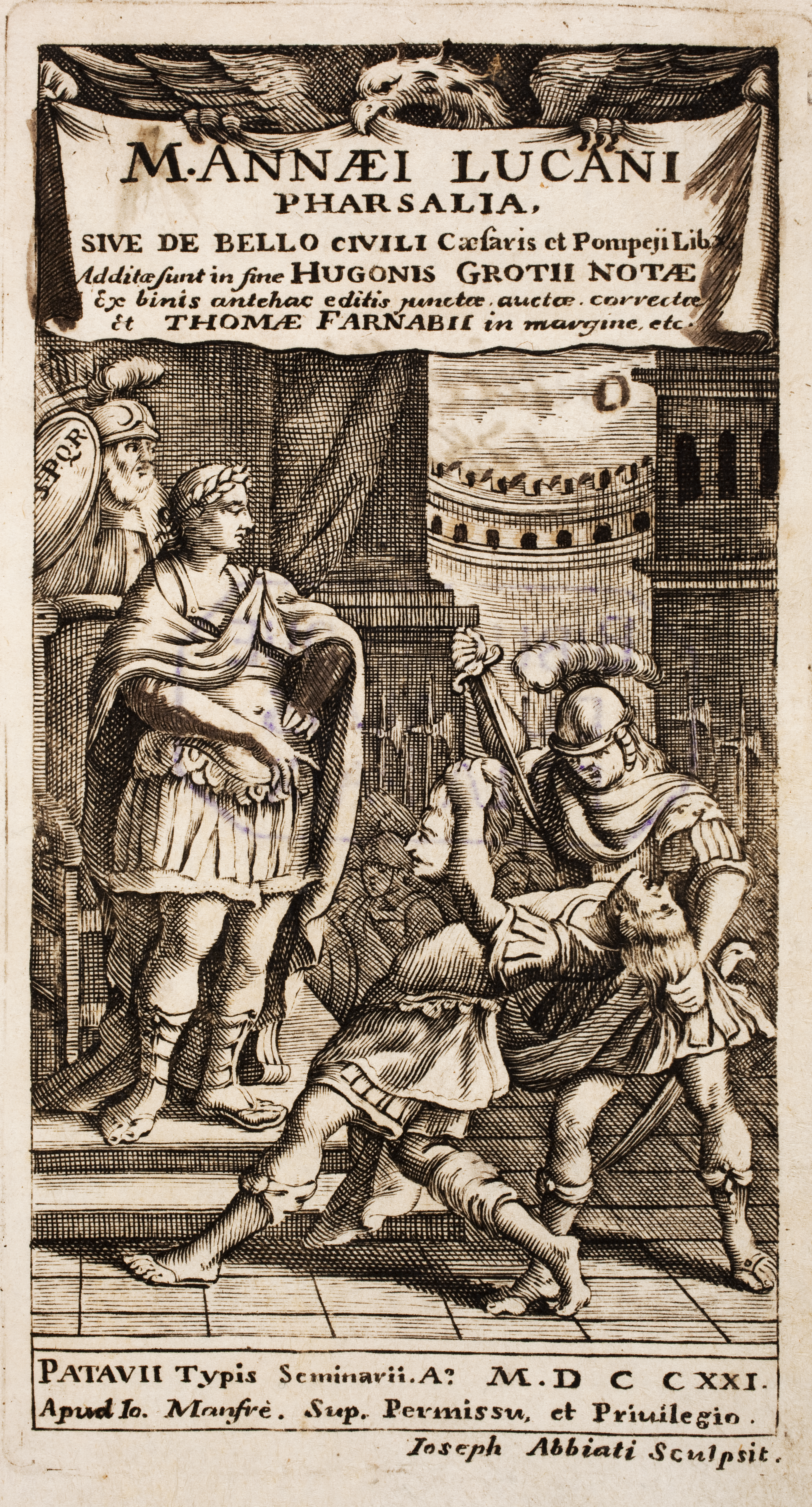
M. Annaei Lucani Pharsalia, sive De bello civili Cæsaris et Pompeji, frontispice gravé par Ioseph Abbiati, 1721